# Stenoptera acuta
Stenoptera acuta är en orkidéart som beskrevs av John Lindley. Stenoptera acuta ingår i släktet Stenoptera och familjen orkidéer. Inga underarter finns listade i Catalogue of Life.